# William Sancroft
William Sancroft (Fressingfield, 30 gennaio 1617 – Fressingfield, 24 novembre 1693) è stato un arcivescovo anglicano britannico.
Nel 1651 pubblicò Fur praedestinatus, violenta opera di attacco al calvinismo; nominato nel 1661 cappellano di corte, fu decano di York dal 1664 ed arcidiacono di Salisbury dal 1668 al 1670.
Arcivescovo di Canterbury dal 1677, nel 1685 fu processato da Giacomo II d'Inghilterra per aver rifiutato la regia dichiarazione della libertà di coscienza, ma poi prosciolto.
Fu destituito nel 1690 dopo che ebbe rifiutato di prestare giuramento di fedeltà a Guglielmo d'Orange.

## Genealogia episcopale
La genealogia episcopale è:
- Cardinale Vital du Four
- Arcivescovo John de Stratford
- Vescovo William Edington
- Arcivescovo Simon Sudbury
- Vescovo Thomas Brantingham
- Vescovo Robert Braybrooke
- Arcivescovo Roger Walden
- Vescovo Henry Beaufort
- Cardinale Thomas Bourchier
- Arcivescovo John Morton
- Vescovo Richard Foxe
- Arcivescovo William Warham
- Vescovo John Longland
- Arcivescovo Thomas Cranmer
- Vescovo William Barlow
- Arcivescovo Matthew Parker
- Arcivescovo Edmund Grindal
- Arcivescovo John Whitgift
- Arcivescovo Richard Bancroft
- Arcivescovo George Abbot
- Arcivescovo George Montaigne
- Arcivescovo William Laud
- Vescovo Brian Duppa
- Arcivescovo Gilbert Sheldon
- Vescovo Henry Compton
- Arcivescovo William Sancroft